# Goatman
Der Goatman (deutsch: Ziegenmann) ist ein US-amerikanisches Fabelwesen, das zur Hälfte ein Mensch und zur Hälfte eine Ziege ist. Der Mythos des Goatman ist vor allem im Bundesstaat Maryland populär.

## Aussehen
Über das Erscheinungsbild des Goatman gibt es verschiedene Aussagen. Einige beschreiben ihn als Mensch mit Ziegenkopf und damit ähnlich der volkstümlichen Darstellung des Teufels. Andere Quellen berichten von einem Hybridwesen mit dem Unterkörper einer Ziege und einem menschlichen Torso, ähnlich einem Satyr oder dem Hirtengott Pan in der griechischen Mythologie.

## Legende

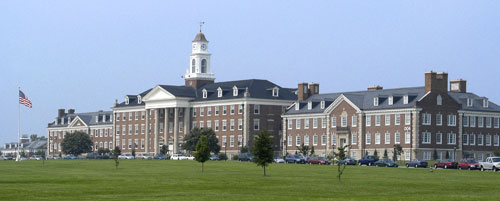
Das Forschungszentrum in Beltsville, in welchem der Goatman bei einem missglückten DNA-Experiment entstanden sein soll

Im Jahr 1957 erschienen die ersten Augenzeugenberichte, die das Auftauchen des Goatman im Prince George’s County in Maryland schilderten. Angeblich haust der Goatman in einer Höhle in der Nähe der Stadt Bowie, andere Quellen verorten das Versteck an eine Brücke in Beltsville oder nahe der Ortschaft Davidson. 1962 soll der Goatman zwölf Kinder und zwei Erwachsene getötet und teilweise aufgefressen haben, die nahe der Höhle bei Bowie campierten. Außerdem sollen ständig Haustiere dem Ungeheuer zum Opfer gefallen sein.
Der Legende nach soll der Goatman bei einem gescheiterten Experiment eines Wissenschaftlers am Henry A. Wallace Beltsville Agricultural Research Center in Beltsville entstanden sein, als dieser mit der DNA von Ziegen und Menschen hantierte. Seitdem gibt es zahlreiche Berichte von angeblichen Augenzeugen, die den Goatman beobachtet haben wollen, nicht nur aus Maryland, sondern auch aus Kentucky, Texas, Alabama und weiteren US-amerikanischen Bundesstaaten, ebenso soll das Ungeheuer in Kanada gesichtet worden sein.
Als im Frühjahr 2016 in Malaysia eine Ziege mit vermeintlich menschlichen Gesichtszügen geboren wurde, rückte auch die Goatman-Legende in den USA wieder ins Blickfeld der Öffentlichkeit. Kurze Zeit darauf kam es zu erneuten Augenzeugenberichten über das Auftreten des Ungeheuers, welches Teenager in der Nähe der Ortschaft Laurel angegriffen haben soll. Über den Kurznachrichtendienst Twitter wurden sogar angebliche Fotografien des Goatman verbreitet.

## Pope-Lick-Monster
Das Pope-Lick-Monster ist eine Variante des Goatman-Mythos aus dem US-Bundesstaat Kentucky. Es wird ebenfalls als Mischwesen aus Ziege und Mensch beschrieben. Einer Legende nach stammt das Monster aus Kanada und kam mit einem Wanderzirkus nach Fisherville, Kentucky, wo es aus selbigem floh und seitdem dort spukt. Es kann die Gedanken von Menschen, vor allem von Jugendlichen beeinflussen. Die Legende wurde erstmals zur Jahrhundertwende vom 19. zum 20. Jahrhundert bekannt, in den 1950er und 1960er Jahren wurde sie erneut populär, als eine Pfadfindergruppe von einem angeblichen Angriff des Monsters berichtete.

## Rezeption
Als die Geschichte um das katastrophale Experiment des Agricultural Research Centers in Beltsville durch das Internet eine erneute weite Verbreitung erfuhr, gab die Sprecherin des Forschungszentrums in einer offiziellen Erklärung bekannt, dass diese Legende eine „dumme“, „nicht lustige“ Erfindung sei und es in der Institution niemals vergleichbare Experimente gegeben hat.
Das Motiv des Goatman wurde bereits mehrfach in Büchern und Filmen aufgegriffen, so ist es beispielsweise Thema in einigen Horror- und Splatterproduktionen.

### Filme (Auswahl)
- 2009: Goatman (Kurzfilm)
- 2010: Jimmy Tupper vs. the Goatman of Bowie
- 2012: Deadly Detour: The Goat Man Murders
- 2013: Legend of the Goatman: Horrifying Monsters (Dokumentation)

### Bücher (Auswahl)
- J. Nathan Couch: Goatman: Flesh Or Folklore? Createspace Independent Pub, 2014, ISBN 978-1-5001-4453-1.
- Joseph Whittington, 3rd: The Legend of the Goatman. Verlag Nancy Whittington, 2010, ISBN 978-0-615-78673-5.